# Marriott World Trade Center
Das Marriott World Trade Center, auch World Trade Center 3 genannt, war ein 22 Stockwerke hohes Hotel und bis zu dessen Zerstörung im September 2001 Teil des früheren World-Trade-Center-Komplexes in Lower Manhattan, New York City. Es wurde 1981 unter dem Namen Vista Hotel eröffnet. Der Entwurf des Gebäudes stammt von Skidmore, Owings and Merrill. 1995 wurde es von Marriott International übernommen und in Marriott World Trade Center umbenannt.
Das Hotel hatte Verbindungen mit dem Nordturm (World Trade Center 1) und dem Südturm (World Trade Center 2). In den Verbindungsbauten waren Modehäuser, Cafés und Restaurants untergebracht.
Das Gebäude wurde von Trümmerteilen stark beschädigt, als der Südturm (World Trade Center 2) beim Terroranschlag am 11. September 2001 einstürzte. Vollständig zerstört wurde das Hotel beim Einsturz des Nordturms des World Trade Centers (World Trade Center 1).

## Planung und Bau
Das Vista Hotel wurde von dem Architektenbüro Skidmore, Owings and Merrill entworfen und als Teil des World-Trade-Center-Komplexes in Lower Manhattan errichtet. Als solches erhielt es die Bezeichnung World Trade Center 3. Für den Bau verantwortlich war das Bauunternehmen Tishman Construction, welches bereits die anderen Gebäudeteile des World Trade Centers errichtete. Auch der leitende Ingenieur Leslie E. Robertson war an der Errichtung dieser Gebäude beteiligt gewesen.
Das Vista Hotel wurde am 1. April 1981 fertiggestellt und konnte am 1. Juli 1981 eröffnet werden. Ursprüngliche Eigner des Gebäudes waren die Port Authority of New York and New Jersey und die Hotelkette KUO Hotels of Korea. Der Betrieb lief unter dem Management von Hilton Worldwide.

## Geschichte

### Terroranschlag von 1993
Am 26. Februar 1993 wurde das Hotel beim Bombenanschlag auf das World Trade Center 1993 an den unteren Etagen beschädigt, nachdem ein in der Tiefgarage des Nordturms geparkter Transporter mit knapp 700 Kilogramm Sprengstoff um 12:18 Uhr Ostamerikanischer Zeit explodierte. Erst nach teuren Renovierungsarbeiten konnte das Vista Hotel im November 1994 wieder eröffnet werden.
1995 wurde das Hotel von der Host Marriott Corporation übernommen und in Marriott World Trade Center umbenannt.

### Terroranschlag am 11. September 2001
Am 11. September war das Hotel annähernd voll belegt und hatte über 1000 registrierte Gäste. Zum Zeitpunkt der Anschläge wurde im Hotel ein Treffen der National Association for Business Economics abgehalten.
Als American-Airlines-Flug 11 um 8:46 Uhr Ortszeit in den Nordturm (WTC 1) flog, stürzten brennende Trümmerteile (darunter das Fahrwerk des Flugzeugs) auf das Hotel und beschädigten das Dach sowie die obersten Etagen. Berichten zufolge sollen zudem Personen auf dem Dach des Gebäudes aufgeschlagen sein, die aus den Fenstern des brennenden Nordturms sprangen. Feuerwehroffiziere der FDNY benutzten die Lobby des Gebäudes, um von dort aus die Evakuierungen zu leiten. Als der Südturm (WTC 2) einstürzte, riss er etwa die Hälfte des Hotels mit sich. Der Rest des Gebäudes wurde vom einstürzenden Nordturm zerstört. Lediglich die untersten Etagen des Marriott Hotel blieben teilweise erhalten.
Alle Gäste wurden rechtzeitig aus dem Hotel evakuiert. Zwei Angestellte und viele der Feuerwehrmänner, die das Hotel als Basis nutzten, kamen ums Leben. Die Gesamtzahl der im Marriott Hotel ums Leben gekommenen Personen wird auf etwa 40 geschätzt.

### Nach den Anschlägen
Die Überreste des Marriott World Trade Center wurden im Januar 2002 abgerissen. Die Stelle, an der das Hotel stand, wurde nicht wieder bebaut. Das Gelände ist heute Teil des National September 11 Memorial and Museum. Die Bezeichnung World Trade Center 3 fand abgewandelt erneute Verwendung im Neubau Three World Trade Center.
Die Hotelkette Host Marriott Corporation erhielt als Entschädigung für das zerstörte World Trade Center 3 und das in der Nähe befindliche, ebenfalls beschädigte Marriott Hotel am World Financial Center eine Versicherungsleistung in Höhe von 370 Millionen US-Dollar. Marriott beendete in diesem Rahmen die eigentlich bis 2094 laufende Mietvereinbarung für das Grundstück und gab dieses der Port Authority of New York and New Jersey zurück.
Ein 2009 im Fernsehsender History veröffentlichter Dokumentarfilm mit dem Titel Hotel Ground Zero behandelt die Rolle des Hotels während der Terroranschläge vom 11. September 2001 aus der Sicht von überlebenden Gästen und Angestellten.

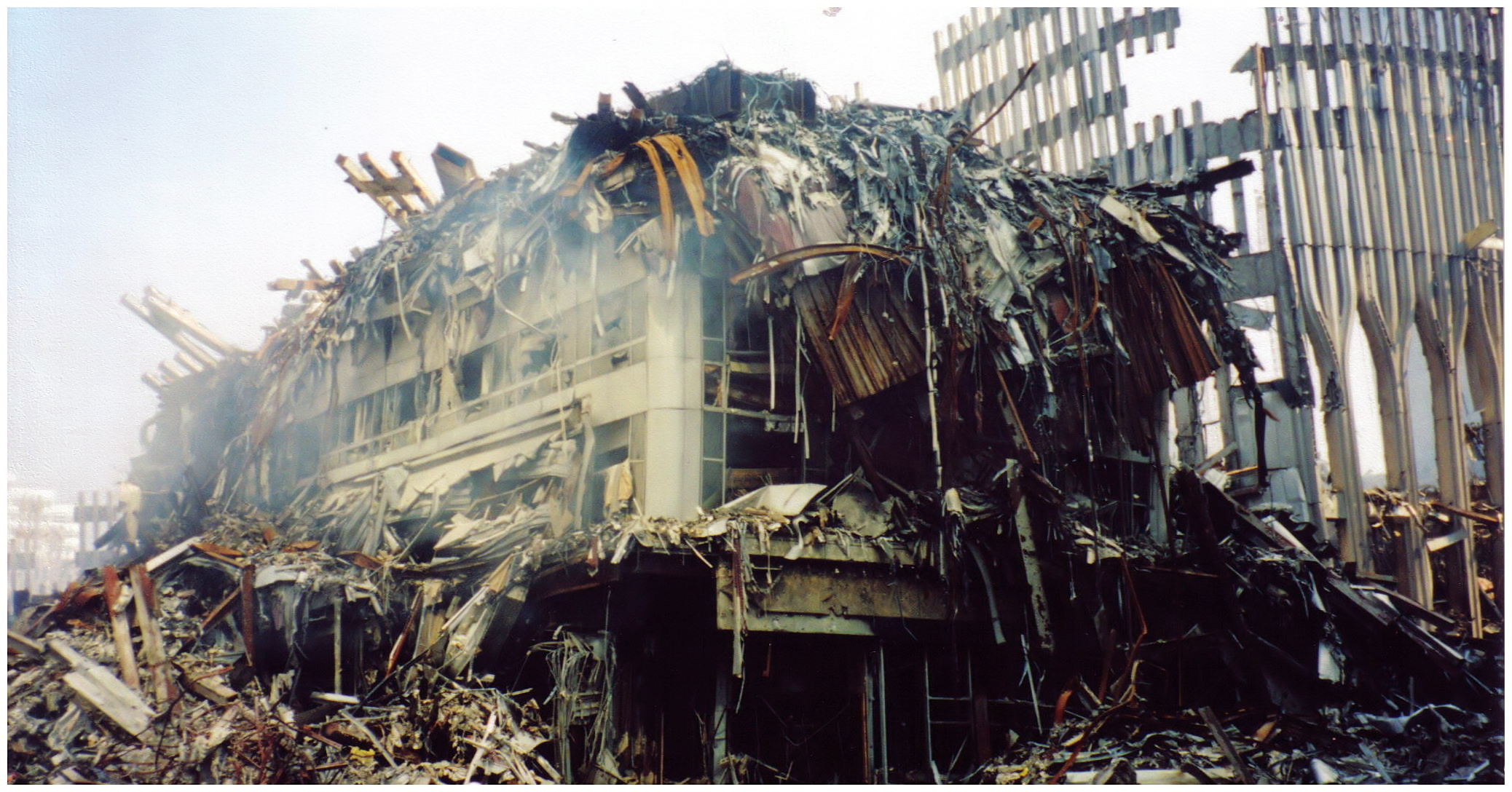
Marriott World Trade Center nach dem Anschlag vom 11. September 2001
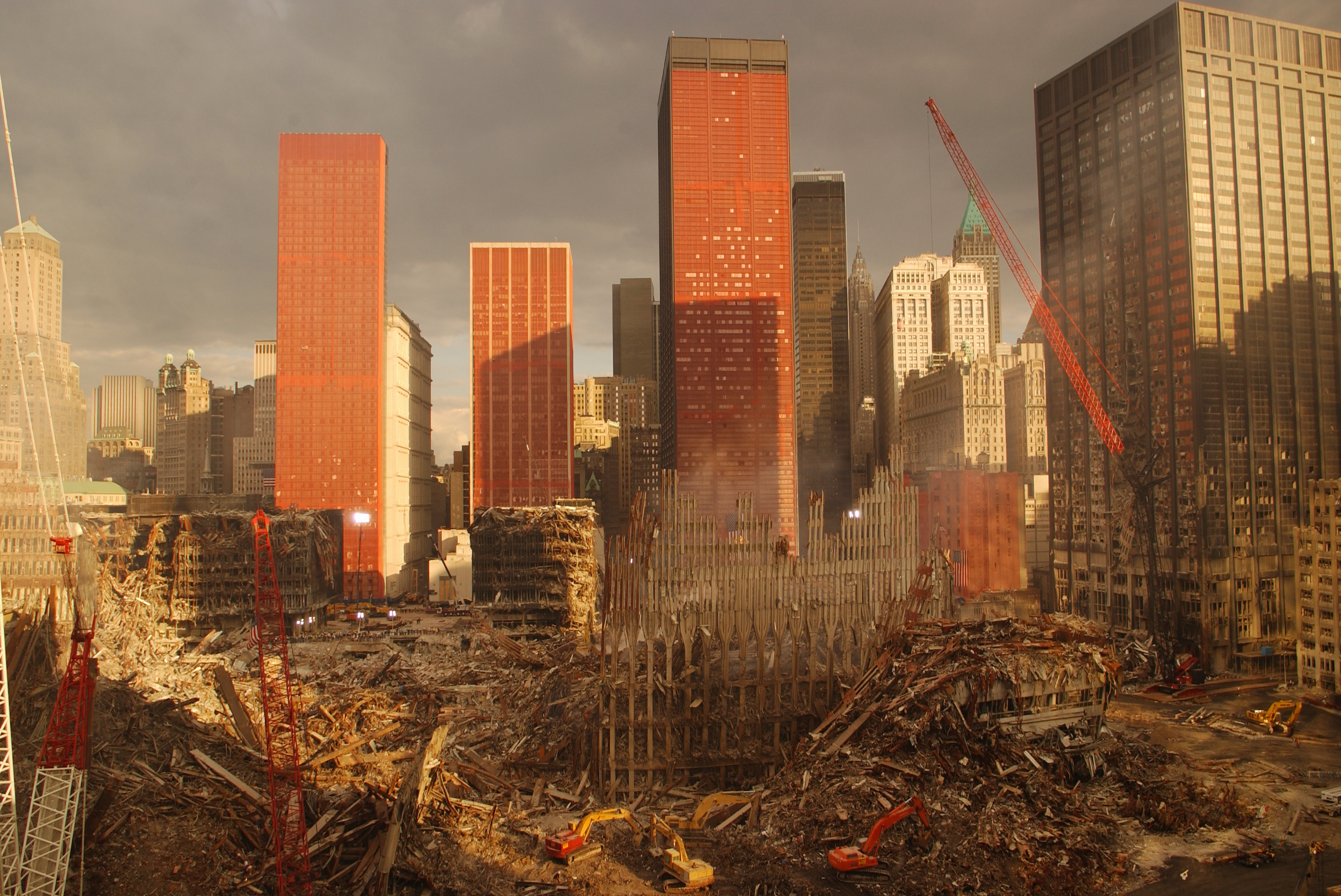
World-Trade-Center-Gelände am 28. September 2001, rechts unten im Bild sichtbar: Bagger arbeiten neben den Resten des WTC 3 vor dem Fassadenfragment des Südturms.